# Father (film, 2011)
Pour les articles homonymes, voir Father.
Pour plus de détails, voir Fiche technique et Distribution.
Father est un film de gangsters italien de Pasquale Squitieri sorti en 2011.

## Synopsis
Dans la banlieue de la ville américaine de Philadelphie (Pennsylvanie), Enrico, 50 ans, italo-américain, modeste fabricant de chaussures d'origine sicilienne, vit et travaille. Son fils Mark, 17 ans, orphelin de mère, vit également avec lui. Enrico est éduqué au devoir, à l'honnêteté et à la dignité du travail. Même en tant que père, il est exemplaire, protecteur, attentionné, généreux et toujours aux côtés de son fils, dont il ne veut pas qu'il oublie ses origines. Mais lorsqu'un mafieux blesse mortellement le père, Mark, désemparé, le tue. Miraculeusement, le père survit, et Mark découvre jour après jour que toute l'histoire qu'Enrico lui raconte depuis des années est fausse.

## Fiche technique
- Titre original : Father[1]
- Réalisation : Pasquale Squitieri
- Scénario : Pasquale Squitieri
- Photographie : Giuseppe Tinelli
- Montage : Flavio Bernard, Francesca Guarino
- Musique : Luigi Ceccarelli
- Décors et costumes : Simona Zora
- Sociétés de production : Rossellini Film & TV s.r.l., Mask Production S.r.l.
- Pays de production :  Italie
- Langue originale : italien
- Format : Couleurs
- Durée : 90 minutes
- Genre : Film de gangsters
- Dates de sortie : 
  - Italie : 25 janvier 2011 (Festival international du film de Bari)

## Distribution
- Franco Nero : Enrico
- Claudia Cardinale : Elvira
- Andrea Facchinetti : Mark